# Anatol Yusef
Anatol Yusef (20 de julio de 1978) es un actor de cine, teatro y televisión británico, más conocido por su papel como Meyer Lansky en la serie de televisión Boardwalk Empire. 

## Biografía
Nació en Barking, Londres, Inglaterra, en una familia turcochipriota. De adolescente, consiguió sus primeros papeles en shows televisivos como Jeeves and Wooster, Grange Hill y The Young Indiana Jones Chronicles. Más tarde asistió a clases de actuación en el Bristol Old Vic Theatre School. Mientras estudiaba, trabajó en la serie Thief Takers, y fue finalista en el Carleton Hobbs Radio Award de la BBC. Se graduó en 2000.
Después de graduarse, consiguió un papel en la película Last Orders de Fred Schepisi, donde interpretó a la versión más joven del personaje Ray (interpretado por Bob Hoskins), y trabajó junto a los actores Michael Caine, Helen Mirren, Ray Winstone, David Hemmings y Tom Courtenay.
Se transformó en miembro de la Royal Shakespeare Company. En la obra de El rey Lear, el crítico del Evening Standard Nicholas de Jongh dijo: "Anatol Yusef es un Cornwall tremendo, el mejor que he visto". Como Mercutio en Romeo y Julieta de Bill Bryden, Anatol fue descrito como "brillante". Continuó trabajando en el teatro, cine y televisión del Reino Unido.
En 2008, interpretó a Richard III en la producción del mismo nombre Off-Off-Broadway, y fue descrito por Backstage como "un actor inigualable" y "magnético". Desde ese entonces, Anatol permaneció en la ciudad de Nueva York. Interpretó a Thomas Hopkins Gallaudet en la obra A Movement of the Soul, para la cual tuvo que aprender la lengua de signos estadounidense.
En 2010 se unió a la serie de HBO Boardwalk Empire para interpretar al gánster Meyer Lansky. Apareció primero en "Home", el séptimo episodio de la primera temporada, y continuó como personaje recurrente por el resto de las cuatro temporadas de la serie.